# Skalirni faktor (kozmologija)
Skalirni faktor, kozmični faktor, kozmični skalirni faktor ali včasih Robertson-Walkerjev skalirni faktor:3 je kot parameter iz Fridmanovih enačb funkcija časa, ki predstavlja relativno metrično širjenje Vesolja. Njegova običajna oznaka je {\displaystyle a\,}. Uvedel ga je Aleksander Aleksandrovič Fridman, njegove oznake pa so tudi {\displaystyle R\,},:354 {\displaystyle r\,} ali {\displaystyle S\,}. 
Skalirni faktor povezuje lastno (pravo) razdaljo, (ki se lahko s časom spreminja z razliko od konstantne sogibajoče razdalje) med parom teles, na primer dveh galaksij, ki se gibljeta s Hubblovim tokom v razširjajočem ali krčajočem se vesolju FLRW v poljubnem času {\displaystyle t\,}, in njuno razdaljo v kakšnem referenčnem času {\displaystyle t_{0}\,}:
{\displaystyle d(t)=a(t)d_{0}\!\,,}
kjer je:
- {\displaystyle d(t)\,} – lastna razdalja v času {\displaystyle t\,},
- {\displaystyle d_{0}\,} – razdalja v referenčnem času {\displaystyle t_{0}\,} in
- {\displaystyle a(t)\,} – skalirni faktor.[3]:363

Tako je po definiciji:
{\displaystyle a(t_{0})=1\!\,.}
Skalirni faktor ima lahko načeloma enoto dolžine ali pa je brezrazsežen. Večinoma se v sodobni rabi uporablja brez enot, kjer čas {\displaystyle t\,} velja za čas rojstva Vesolja, {\displaystyle t_{0}\,} pa za sedanjo starost Vesolja: {\displaystyle 13,75\pm 0,17\,\mathrm {Gyr} \,} pri trenutni vrednosti {\displaystyle a\,} kot {\displaystyle a(t_{0})\,} ali 1.
Razvoj skalirnega faktorja je dinamično vprašanje. Določajo ga enačbe splošne teorije relativnosti, ki so za primer krajevno izotropnega in krajevno homogenenega Vesolja dane s Fridmanovima enačbama.

## Hubblov zakon
Hubblov parameter je določen kot:
{\displaystyle H\equiv {\frac {{\dot {a}}(t)}{a(t)}}\!\,,}
kjer pika označuje odvod po času. Iz predhodne enačbe:
{\displaystyle d(t)=d_{0}a(t)\!\,}
se lahko vidi, da velja:
{\displaystyle {\dot {d}}(t)=d_{0}{\dot {a}}(t)\!\,} in {\displaystyle d_{0}={\frac {d(t)}{a(t)}}\!\,.}
Če se združita, se dobi:
{\displaystyle {\dot {d}}(t)={\frac {d(t){\dot {a}}(t)}{a(t)}}\!\,,}
in zamenja v zgornjo definicijo Hubblovega parametra, kar da Hubblov zakon:
{\displaystyle {\dot {d}}(t)=Hd(t)\!\,,}
oziroma za sedanjost:
{\displaystyle v=H_{0}r\!\,,}
kjer je {\displaystyle H_{0}\,} Hubblova konstanta:
{\displaystyle H_{0}\equiv {\frac {{\dot {a}}(t_{0})}{a(t_{0})}}\!\,.}
Trenutna opazovanja nakazujejo, da se Vesolje širi pospešeno, kar pomeni, da je drugi odvod po času skalirnega faktorja {\displaystyle {\ddot {a}}(t)} pozitiven, oziroma enakovredno, da se prvi odvod po času {\displaystyle {\dot {a}}(t)} s časom povečuje.:244 To pomeni tudi, da se katerakoli galaksija oddaljuje od nas vedno hitreje - za to galaksijo se {\displaystyle {\dot {d}}(t)} povečuje s časom. Na drugi strani, kakor zgleda, se velikost Hubblovega parametra zmanjšuje s časom, kar pomeni, da, če bi se pri poljubni dani razdalji d gledalo niz različnih galaksij, ki prečkajo to razdaljo, bi kasnejše galaksije prečkale razdaljo z manjšo hitrostjo od zgodnejših.

## Rdeči premik
Po metriki FLRW, ki se rabi za model razširjajočega se Vesolja, če se v sedanjem času sprejme svetloba z oddaljenega telesa z rdečim premikom z, je skalirni faktor v času, ko je telo oddalo svetlobo, enak:
{\displaystyle a(t)={\frac {1}{1+z}}\!\,,}:187:58
pri normaliziranem skalirnem faktorju za sedanjost {\displaystyle a(t_{0})=1\,}.

## Konformni čas
Pri reševanju Fridmanovih enačb se velikokrat namesto fizičnega časa {\displaystyle t\,} vzame konformni (usklajeni) čas {\displaystyle \eta \,}, določen kot:
{\displaystyle \eta \equiv \int {\frac {{\rm {d}}t}{a(t)}}\!\,,}
tako, da velja:
{\displaystyle {\rm {d}}t=a(\eta ){\rm {d}}\eta \!\,.}:24:478
Konformni čas {\displaystyle \eta \,}, skalirni faktor {\displaystyle a\,}, rdeči premik {\displaystyle z\,} in lastni čas {\displaystyle \tau \,} predstavljajo množico različnih možnih izbir časovnih koordinat, ki se jih lahko poljubno izbere. V metrikah faktor {\displaystyle a^{2}\,} predstavlja konformno transformacijo, od koder tudi poimenovanje konformni čas. Ničelna vrednost konformnega časa se po navadi vzame v času prapoka {\displaystyle \eta _{0}=0\,}.